# وربیتسه (ناحیه نیمبورک)
وربیتسه (به چکی: Vrbice) یک منطقهٔ مسکونی در جمهوری چک است که در ناحیه نیمبورک واقع شده‌است. وربیتسه ۵٫۸۳ کیلومتر مربع مساحت و ۱۷۲ نفر جمعیت دارد و ۲۰۷ متر بالاتر از سطح دریا واقع شده‌است.